# 阿利森半島

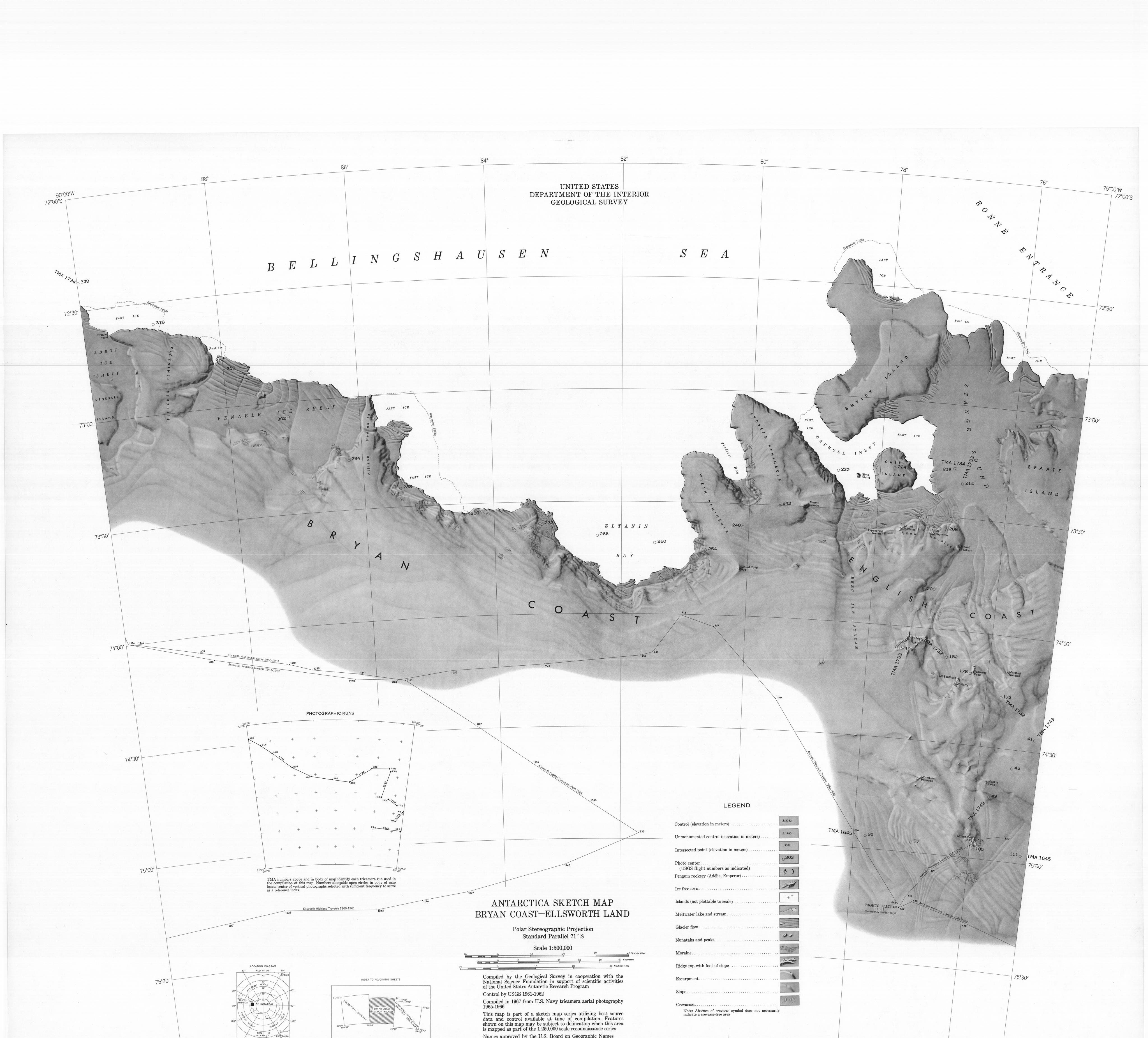

73°10′S 85°50′W / 73.167°S 85.833°W
阿利森半島（英語：Allison Peninsula），是南極洲的半島，位於埃爾斯沃思地，處於韋納伯冰架東側，美國地質調查局根據測量和美國海軍拍攝的空中照片繪入地圖，現時由南極條約體系管理。